# Jemma Rose
Jemma Rose (Plymouth, 19 de gener de 1992) és una defensa de futbol internacional amb Anglaterra des del 2015. Va ser nomenada millor jugadora jove d'Anglaterra del 2011.

## Trajectòria
| Temporades  | Lliga             | Club              | P  | G  | Actualitzat |
| ----------- | ----------------- | ----------------- | -- | -- | ----------- |
| 07/08       | D4                | Plymouth Argyle   |    |    |             |
| 08/09       | D1                | Bristol Academy   | 02 | 0  |             |
| 09/10       | D1                | Birmingham City   | 18 | 0  |             |
| 2011 - 2014 | D1                | Bristol Academy   | 53 | 03 |             |
| 2015 - act. | D1                | Arsenal FC        | 24 | 0  | 29/11/2016  |
|             |                   |                   |    |    |             |
| 2008 - 2009 | Selecció sub-17   | Selecció sub-17   | 03 | 0  |             |
| 2010 - 2011 | Selecció sub-19   | Selecció sub-19   | 07 | 0  |             |
| 2015 - act. | Selecció absoluta | Selecció absoluta | 01 | 0  | 29/11/2015  |

## Palmarès
| Títols — Seleccions nacionals            |
|                                          |
| Títols — Clubs                           |
| 1 Copa                                   |
| 1 Copa de la Lliga                       |
| Reconeixements — Premis                  |
| Millor jugadora jove                     |
| Reconeixements — Seleccions de jugadores |
| Onze ideal de la Lliga                   |